# Александр Твінінг
Александр Твінінг (англ. Alexander Catlin Twining; 5 липня 1801 — 22 листопада 1884) — американський учений і винахідник.
Син Стівена та Альміри Твінінг, народився в Нью-Хейвені, штат Коннектикут.
У 1820 році закінчив Єльський коледж, протягом одного року навчався в духовній семінарії. У 1823 році він повернувся до Нью-Хейвена як викладач в Єлі.
В 1835–1837 роках працював на залізниці.
З 1839 по 1848 рік він обіймав кафедру математики та натуральної філософії в коледжі Міддлбері у Вірджинії.
У 1852 році повернувся з Міддлбері до Нью-Хейвена і захопився розробкою технології виробництва штучного льоду. В створеному Твінінгом апараті використовувався ефір, а його продуктивність досягала 50 кілограмів льоду на годину.
Твінінг також відомий дослідженнями з астрономії, математики та фізики. Водночавс він цікавився питаннями теології та політології.